# Монзињорела (Напуљ)
Монзињорела је насеље у Италији у округу Напуљ, региону Кампанија.
Према процени из 2011. у насељу је живело 45 становника. Насеље се налази на надморској висини од 22 м.